# Mouvement national-socialiste aux Pays-Bas
Le mouvement national-socialiste aux Pays-Bas (en néerlandais : Nationaal-Socialistische Beweging in Nederland), NSB en abrégé, est un parti politique néerlandais disparu, d'orientation fasciste, puis nationale-socialiste. Sa participation aux élections législatives est relativement couronnée de succès dans les années 1930. Après la mise sous tutelle du pays par les autorités allemandes d'occupation, le NSB demeure le seul parti autorisé aux Pays-Bas durant la majeure partie de la Seconde Guerre mondiale.

## Histoire du parti

### Entre-deux-guerres
Le NSB est fondé à Utrecht à la fin de 1931, une période au cours de laquelle fleurissent de nombreux partis nationalistes, fascistes ou nationaux-socialistes. Les fondateurs en sont Anton Mussert, qui devient le chef du nouveau parti, et Cornelis van Geelkerken (nl). Le parti établit son programme sur la base du fascisme italien et du national-socialisme allemand, avec toutefois une différence par rapport à ce dernier : avant 1936, le NSB n’affiche aucun antisémitisme et compte même en son sein des membres juifs.

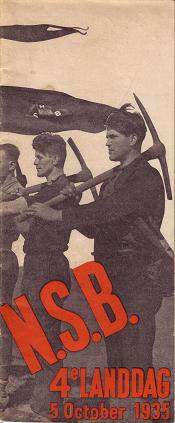
Affiche pour le quatrième Landdag annuel.

En 1933, après une année passée à mettre sur pied une organisation, le parti tient à Utrecht son premier meeting public, un Landdag, auquel assistent quelque 600 militants du parti. C'est après cette réunion fondatrice que le parti commence de gagner une plus large audience. La même année, le gouvernement interdit aux fonctionnaires de devenir membre du NSB.
Aux élections provinciales de 1935 le parti attire 8 % des suffrages exprimés et emporte deux sièges à la chambre haute. Ce résultat est obtenu sur fond des difficultés économiques de la Grande Dépression. L’image de politicien fiable de Mussert et son pragmatisme qui lui a permis d’unifier les différents courants fascistes contribuent également au succès du parti, tout autant que la forte organisation du parti et sa stratégie politique, qui n’est pas tournée vers une révolution violente mais vers une prise de pouvoir légale et démocratique. En 1936, influencé par Meinoud Rost van Tonningen, le parti devient ouvertement antisémite. Rost van Tonningen remet en cause l’autorité de Mussert avec le soutien du parti national-socialiste des travailleurs allemands, créant des dissensions internes au parti. Cette rivalité entraîne une perte des faveurs de l’opinion pour le parti et une forte réaction antifasciste des partis politiques traditionnels, des syndicats et des Églises. Aux élections générales de 1937, le parti n’emporte plus l’adhésion que de 4 % des votants et quatre sièges à la seconde Chambre des États généraux (la chambre basse) ; toutefois il gagne trois sièges supplémentaires à la première chambre, en totalisant cinq. Les députés du NSB manifestent peu de respect des règles et procédures parlementaires, de nombreux représentants du NSB devant être rappelés à l’ordre par le président de séance pour des violences verbales et physiques. Aux élections provinciales de 1939, le parti remporte comme en 1937 4 % des suffrages.

### Seconde Guerre mondiale
Après qu'a éclaté la Seconde Guerre mondiale, le NSB incline pour les Allemands et prône une stricte neutralité des Pays-Bas. En mai 1940, 800 membres et sympathisants du NSB sont incarcérés par le gouvernement néerlandais après l’invasion allemande. Dès après la rapide défaite néerlandaise le 14 mai 1940, ils sont libérés par les troupes allemandes. En juin 1940, Mussert tient un discours à Lunteren dans lequel il appelle son pays à épouser la cause allemande et à se désolidariser de la maison d’Orange, qui a fui à Londres.
En 1940, l’administration des autorités occupantes avait déclaré hors-la-loi tout parti communiste ou socialiste ; en 1941, tous les partis sont interdits, à l’exception du mouvement national-socialiste aux Pays-Bas. Le NSB entame une collaboration affirmée avec les forces d’occupation. Le nombre de ses militants augmente jusque 100 000. Au début de 1941, le NSB envoie des groupes de militants dans les quartiers juifs pour terroriser la population.
Le NSB joue un rôle important dans les gouvernements locaux et l’administration ; tous les nouveaux édiles nommés par les autorités d’occupation ont leur carte du NSB. Au niveau national, Mussert avait espéré être reconnu à la tête d’un État néerlandais indépendant allié au IIIe Reich. En réalité toutefois, l’Autrichien Arthur Seyß-Inquart est chargé de diriger un gouvernement d’occupation. Mussert a plusieurs entrevues avec Adolf Hitler au cours desquelles il plaide pour des Pays-Bas indépendants, mais il ne parvient pas à se faire entendre. Bien que Seyß-Inquart ait proposé que Mussert soit institué président du Conseil des ministres, on ne lui décerne finalement que le titre honorifique de « chef du peuple néerlandais », en l’autorisant à mettre sur pied un Secrétariat d’État qui reste sans influence. Son ascendant sur le parti décline tandis que Rost van Tonningen, avec d’autres partisans pro-allemands, connaissent une rapide ascension. À partir de l’été 1943 est mise sur pied la Nederlandse Landwacht, une milice paramilitaire composée de membres du NSB chargée de seconder le gouvernement dans le contrôle de la population.
Le 4 septembre 1944, les Alliés s’emparent d’Anvers et le NSB entrevoit la chute prochaine de tous les Pays-Bas ; le 5 septembre la majorité des dirigeants du NSB fuient en Allemagne et l’organisation du parti s’effondre au cours de ce que les historiens ont nommé le « mardi fou » (Dolle Dinsdag).
Après que les Allemands ont capitulé le 6 mai 1945, le NSB est déclaré illégal. Mussert est arrêté le jour suivant. Nombre des membres du NSB sont interpellés, mais peu sont réellement condamnés ; parmi ceux-ci, Mussert, qui est exécuté le 7 mai 1946. Meinoud Rost van Tonningen meurt en prison le 6 juin 1945 dans des circonstances mal éclaircies.
Il n‘y a pas eu de tentative de donner une suite clandestine au mouvement.

### Nom
Le parti choisit de s'intituler « mouvement national-socialiste aux Pays-Bas ». L’épithète de national-socialiste est une référence évidente au parti national-socialiste des travailleurs allemands, tandis qu’avec le mot de « mouvement », il cherche à se distinguer des partis parlementaires conventionnels et des luttes partisanes qui avaient caractérisé la pilarisation en se plaçant au-dessus d’eux. Enfin le complément de lieu « aux Pays-Bas » affirme le NSB comme l’aile néerlandaise du mouvement fasciste international.

## Idéologie
Le NSB est lancé comme un classique parti fasciste, se basant sur le concept du Führerprinzip. Sa doctrine vise à établir une nation saine dirigé par un gouvernement fort, et l’établissement de l’ordre et de la solidarité. L’intérêt national est placé au-dessus des intérêts individuels et des intérêts sectoriels (politique des piliers) qui avait caractérisé la société néerlandaise. Le parti est anti-parlementaire et autoritaire. Son programme, calqué sur celui du NSDAP ne fait initialement aucune référence à l’antisémitisme ou à une quelconque idéologie raciste. Après 1936, sous l’impulsion de Meinoud Rost van Tonningen, le parti prend une orientation plus proche des vues du NSDAP et Rost van Tonningen impose ses vues antisémites et racistes. Il commence également à se montrer plus enthousiaste vis-vis des politiques étrangères agressives de l’Italie et de l’Allemagne.
Le NSB réclame l’abolition du suffrage universel, l’instauration du corporatisme, d’un devoir de travailler et de servir dans l’armée, la limitation de la liberté de la presse, le vote de lois contre le droit de grève. Il revendique également la réunification des Pays-Bas et de la Flandre au sein d'une Grande-Néerlande, l’État ainsi créé n’étant pas intégré au sein de la Grande Allemagne, mais demeurant un allié loyal mais indépendant de celle-ci.

## Rites et symbolique

Symbole du parti (1931-1936).

Le NSB reprend des éléments présents dans le folklore des fascistes italiens et des nazis allemands. À l’instar des fascistes de Benito Mussolini, les chemises noires forment l’uniforme du NSB, et le parti adopte le salut fasciste. À partir de 1933, les membres du parti se saluent d’un Hou Zee!, qui, selon Anton Mussert, connote le courage et fait référence à la glorieuse histoire maritime de la république des Provinces-Unies. L’usage des mots Leider pour désigner Mussert (à la manière du mot Führer pour désigner Adolf Hitler), de Kameraad (camarade) pour les hommes et de Kameraadske (« camaradesse », un néologisme) pour les membres féminins se répand progressivement. L’un des slogans du parti est « Mussert ou Moscou », censé appeler à choisir le parti fasciste comme seule défense contre la prétendue subversion communiste. Bien que le parti ait par la suite adopté les couleurs nazies rouge et noir, de conserve avec le symbole du svastika, le drapeau originel du NSB fait usage de l’orange, du blanc et du bleu, les trois couleurs néerlandaises traditionnelles (remontant au XVIIe siècle, car dès le XVIIIe siècle, l’orange est remplacé par le rouge, réputé plus visible). Un wolfsangel bleu (un crochet symbolisant un piège à loup) sur un disque blanc sur champ orange.

## Dirigeants et popularité électorale
Le tableau ci-dessous expose les résultats du NSB aux élections à la chambre basse (Tweede Kammer), haute (Erste Kammer), et aux états provinciaux, ainsi que les dirigeants du mouvement : le fractievoorzitter, c'est-à-dire le chef du groupe parlementaire, et le lijsttrekker, c’est-à-dire la tête de liste aux élections législatives nationales, positions qui sont généralement dévolues au chef du parti. Le nombre d’adhérents au NSB est figuré en parallèle. La chambre basse compte alors cent sièges.
| Année | Chambre basse        | Chambre haute        | États provinciaux    | Fractievoorzitter (Chef du groupe parlementaire) | Lijsttrekker (tête de liste) | Adhérents |
| ----- | -------------------- | -------------------- | -------------------- | ------------------------------------------------ | ---------------------------- | --------- |
| 1933  | 0                    | 0                    | 0                    | extra-parlementaire                              | Pas d’élections              | 900       |
| 1934  | 0                    | 0                    | 0                    | extra-parlementaire                              | Pas d’élections              | 21 000    |
| 1935  | 0                    | 2                    | 44                   | Max de Marchant et d'Ansembourg (nl)**           | Pas d’élections              | 33 000    |
| 1936  | 0                    | 2                    | 44                   | Max de Marchant et d'Ansembourg**                | Pas d’élections              | 52 000    |
| 1937  | 4                    | 5                    | 44                   | Anton Mussert                                    | Anton Mussert                | 48 000    |
| 1938  | 4                    | 5                    | 44                   | Anton Mussert                                    | Pas d’élections              | 39 000    |
| 1939  | 4                    | 5                    | 21                   | Anton Mussert                                    | Pas d’élections              | 37 000    |
| 1940  | 4                    | 5                    | 21                   | Anton Mussert                                    | Pas d’élections              | 32 000    |
| 1941  | Occupation allemande | Occupation allemande | Occupation allemande | Occupation allemande                             | Occupation allemande         | 90 788    |
| 1942  | Occupation allemande | Occupation allemande | Occupation allemande | Occupation allemande                             | Occupation allemande         | Inconnu   |
| 1943  | Occupation allemande | Occupation allemande | Occupation allemande | Occupation allemande                             | Occupation allemande         | 99 353    |
| 1944  | Occupation allemande | Occupation allemande | Occupation allemande | Occupation allemande                             | Occupation allemande         | 101 314   |

**À la chambre haute

### Gouvernements provinciaux et municipaux
Avant l’entrée en guerre du pays, en 1940, le NSB dispose de sièges dans les états provinciaux et les assemblées municipales mais n’est partie prenante d’aucun gouvernement de coalition. Après 1940, ces assemblées parlementaires locales cessent de fonctionner tandis que le rôle du NSB aux niveaux local et provincial s’étend. Tous les maires nommés par les Allemands sont membres du NSB.
Le tableau ci-dessous montre les résultats électoraux des élections provinciales de 1935 et 1939, par province. Il met en exergue les provinces où le NSB est solidement implanté, essentiellement dans les deux provinces de Hollande et dans la province de Gueldre. C’est en Drenthe et dans le Limbourg que le NSB récolte le plus de voix. En 1935, il devient ainsi le deuxième plus grand parti du Limbourg. Le parti est à l’inverse plus faible en Frise, au Nord-Brabant et en Zélande.
En 1939, à la veille de la Seconde Guerre mondiale, le parti a perdu près de la moitié de ses sièges aux assemblées provinciales.
| Province                | Résultats 1935 (en sièges) | Résultats 1939 (en sièges) |
| ----------------------- | -------------------------- | -------------------------- |
| Drenthe                 | 4                          | 3                          |
| Frise                   | 1                          | 0                          |
| Gueldre                 | 5                          | 2                          |
| Groningue               | 4                          | 2                          |
| Limbourg                | 5                          | 2                          |
| Brabant-Septentrional   | 2                          | 1                          |
| Hollande-Septentrionale | 7                          | 4                          |
| Overijssel              | 3                          | 2                          |
| Utrecht                 | 4                          | 1                          |
| Zélande                 | 2                          | 1                          |
| Hollande-Méridionale    | 7                          | 3                          |

## Électorat
L’électorat du NSB se trouve essentiellement dans la classe moyenne : fonctionnaires, agriculteurs, commerçants et soldats soutenaient le parti. La majorité de ses électeurs ne se reconnaissent pas dans les piliers les plus forts de la société : syndicats socialistes, Églises catholique et protestante ; ils sont généralement assimilés au quatrième pilier de la société néerlandaise, le plus faible et le plus hétérogène, le pilier libéral, sans y être pleinement intégrés. Le NSB fait de particulièrement bons résultats dans les provinces de Drenthe et de Gueldre et dans les villes de la province de Limbourg proches de la frontière avec l’Allemagne.

## Adhérents
Après avoir connu un démarrage rapide et une augmentation continue du nombre de ses militants dans la première moitié des années 1930, le parti voit le nombre de ses adhérents décliner régulièrement de 1936 à 1940. Ce n’est qu’après l’invasion allemande du pays et l’interdiction de tout autre parti politique que le parti connaît un regain du nombre de ses adhérents.

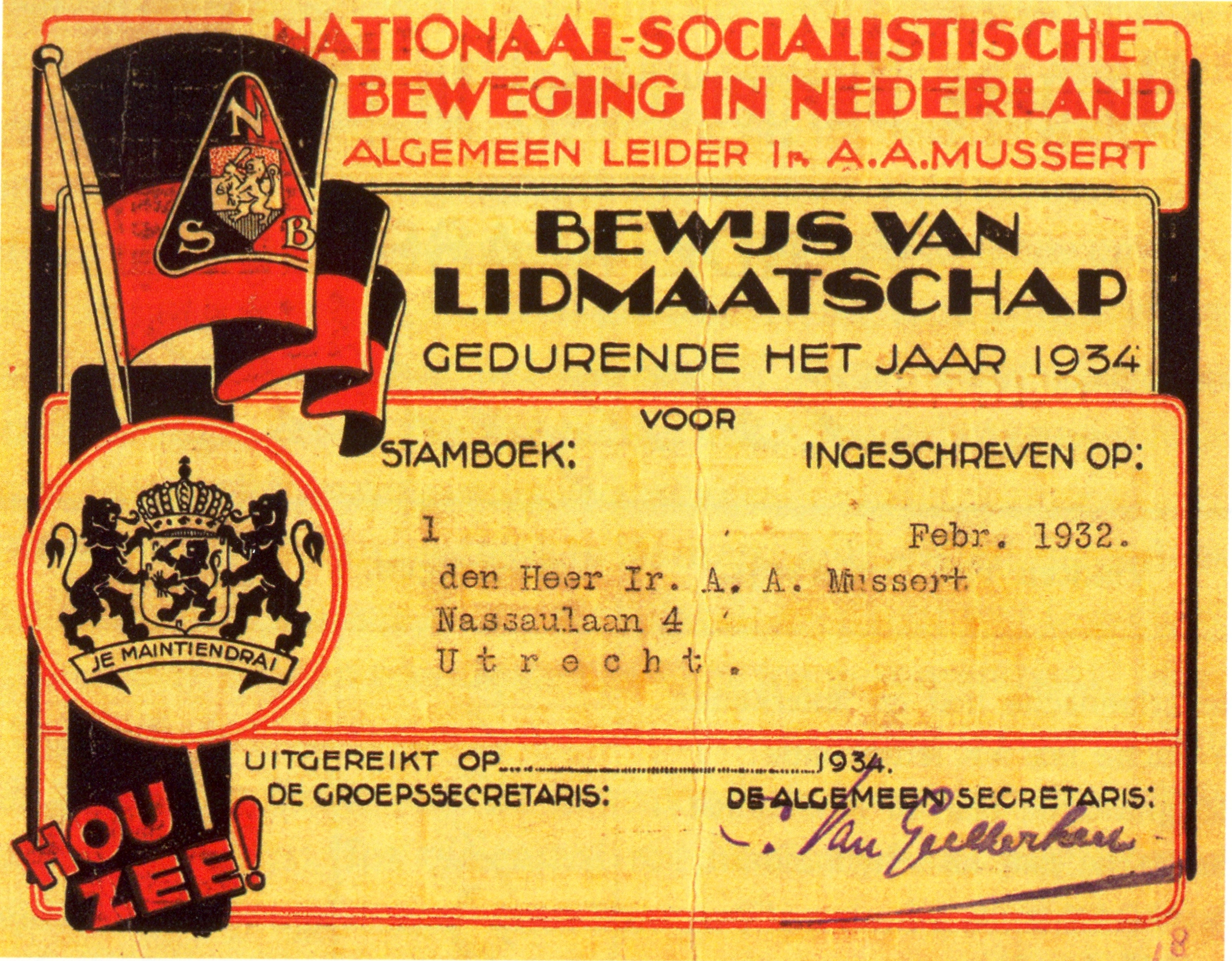
Carte d’adhérent au NSB d’Anton Mussert.

| Total des adhérents au NSB 1933-1943 | Total des adhérents au NSB 1933-1943 |
| ------------------------------------ | ------------------------------------ |
| 1er janvier 1933                     | 900                                  |
| 1er janvier 1934                     | 21 000                               |
| 1er janvier 1935                     | 33 000                               |
| 1er janvier 1936                     | 52 000                               |
| 1er janvier 1937                     | 48 000                               |
| 1er janvier 1938                     | 39 000                               |
| 1er janvier 1939                     | 37 000                               |
| 1er janvier 1940                     | 32 000                               |
| Mars 1940                            | 33 342                               |
| 31 octobre 1941                      | 90 788                               |
| 31 mars 1943                         | 99 353                               |
| 30 septembre 1943                    | 101 314                              |

## Organisation

### Structure et organisation
Le parti est organisé autour de Mussert, à la fois Partijvoorzitter (chef de parti) et meneur politique. Le parti organise annuellement une assemblée appelée Landdag, au cours de laquelle Mussert prononce une harangue politique.

### Organisations apparentées

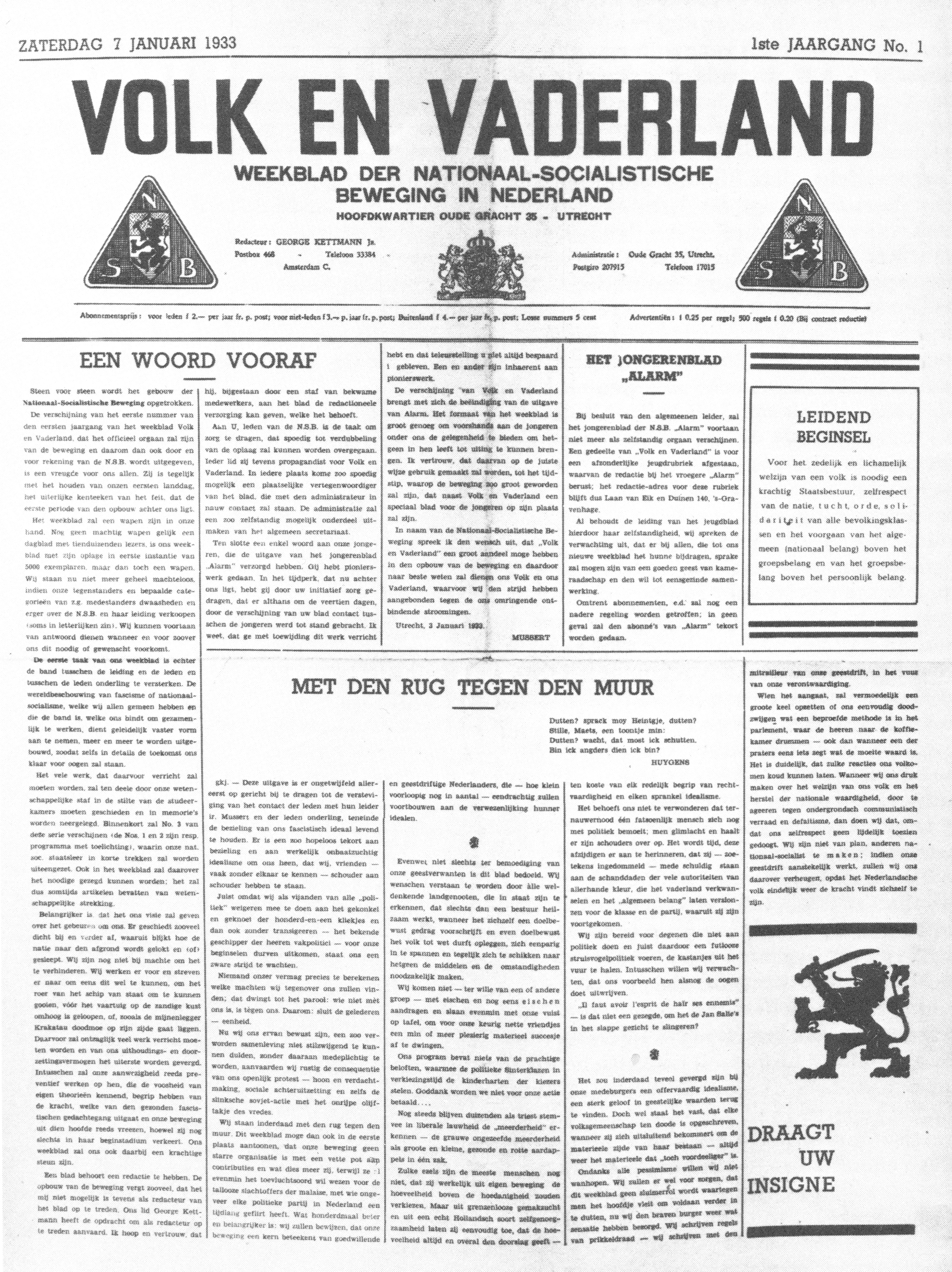
Une du premier numéro de Peuple et Patrie.

Le NSB organise autour de lui plusieurs autres entités. Il publie un hebdomadaire titré Volk en Vaderland (Peuple et Patrie). Entre 1931 et 1935 le parti dispose de sa propre organisation paramilitaire, la Weerbaarheidsafdeling (WA), similaire à la Sturmabteilung du NSDAP, et qui, à l’instar de la milice volontaire pour la sécurité nationale en Italie, arbore un uniforme noir. La milice est recréée en 1941. Le parti dispose également d’une organisation de jeunesse, la Jeugdstorm, d’une organisation agraire, d’un quotidien, Het Nationale Dagblad (« le quotidien national »).

Étendard de la SS néerlandaise.

En 1940, le NSB recrute en son sein pour former la SS néerlandaise (nl) (Nederlandsche SS). Une cinquantaine de milliers de Néerlandais la rejoignent.[réf. nécessaire]

### Relations aux autres partis
Les autres partis de la vie politique néerlandaise mettent en œuvre méthodiquement l’isolement du NSB. Avant guerre, le Parti social-démocrate des ouvriers (SDAP) et le Nederlands Verbond van Vakverenigingen (NVV) (syndicat cofondateur de la confédération syndicale des Pays-Bas) coordonnent des contre-manifestations et organisent la propagande avec une organisation séparée appelée « Liberté, travail et pain ».